# Țigănești, Argeș

Țigănești este un sat ce aparține orașului Topoloveni din județul Argeș, Muntenia, România.